# Пьян-ди-Ско
Пьян-ди-Ско (итал. Pian di Scò) — коммуна в Италии, расположена в области Тоскана, в провинции Ареццо.
Население коммуны составляет 5739 человек (2008 г.), плотность населения составляет 312 чел./км². Занимает площадь 18 км². Почтовый индекс — 52026. Телефонный код — 055.
В коммуне 15 августа особо празднуется Успение Пресвятой Богородицы.

## Демография
Динамика населения:

## Администрация коммуны
- Официальный сайт: http://www.comune.pian-di-sco.ar.it/